# Aegiceras corniculatum
Aegiceras corniculatum (L.) Blanco è una pianta  della famiglia Primulaceae, diffusa nelle mangrovie estuarine dell'Australasia.

## Descrizione

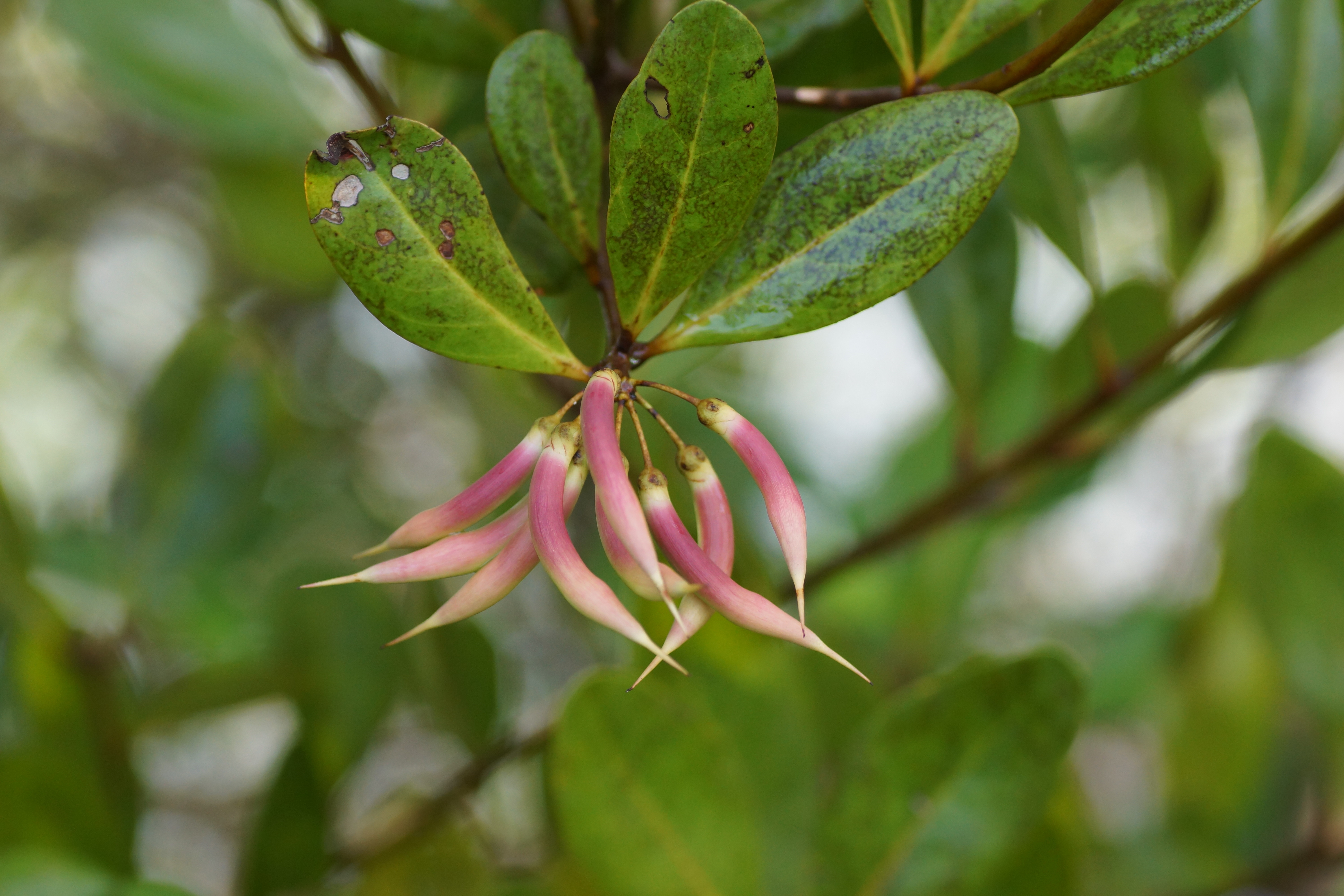
Frutti

È un arbusto che mediamente raggiungere i 4 m di altezza.

Le foglie, di consistenza coriacea, sono alterne, obovate, lunghe 3–10 cm e larghe 1,5–5 cm, con margine intero.

I fiori, delicatamente profumati, sono piccoli, di colore bianco, riuniti in racemi peduncolati raggruppanti da 10 a 30 fiori.

Il frutto è cilindrico e ricurvo, di colore da verde chiaro a rosa, lungo 20–40 mm.

## Distribuzione e habitat
La specie è presente nella mangrovie costiere di Pakistan, India, Sri Lanka, Bangladesh, Brunei, Birmania, Indonesia, Malaysia, Singapore, Thailandia, Vietnam, Cambogia, Filippine, Cina, Taiwan, Papua Nuova Guinea, Australia e Isole Salomone.